# Jachetele galbene
Jachetele galbene este un film de aventuri românesc din 1979 regizat de Dan Mironescu. Rolurile principale au fost interpretate de actorii Mircea Apostol și Marcela Munteanu.  Filmul este o ecranizare a romanului Operațiunea Hercule scris de Ovidiu Zotta.

## Distribuție
Distribuția filmului este alcătuită din:
- Mircea Apostol — Marius
- Mircea Bidu — Palaghiță
- Sorin Hreciniuc — Fred
- Emil Hossu — Valerian
- Sorin Muntean — Filip
- Ruxandra Sireteanu — Soția
- Nicolae Mălăncioiu — Prințesă
- Cornel Tînjală
- Radu Homorozeanu — Geo
- Leonard Orban — Rebegea
- Valentin Plătăreanu — Feneșan
- Florin Vasiliu
- Marcela Munteanu — Magda
- Ștefan Alexandrescu — Colonel Miliție
- Aristide Buhoiu — Reporterul
- Paul Lavric — Jaguarul
- Costel Constantin — Dan Dumitriu

## Producție
Filmările au avut loc la Brașov și la Râșnov.

## Primire
Filmul a fost vizionat de 1.496.717 spectatori de spectatori în cinematografele din România, după cum atestă o situație a numărului de spectatori înregistrat de filmele românești de la data premierei și până la data de 31 decembrie 2014 alcătuită de Centrul Național al Cinematografiei.